# Nickelformiat
Nickelformiat ist das Nickelsalz der Ameisensäure mit der Konstitutionsformel Ni(HCOO)2.

## Gewinnung und Darstellung
Nickelformiat kann durch Reaktion von Nickel(II)-acetat oder Nickel(II)-hydroxid mit Ameisensäure gewonnen werden.
{\displaystyle \mathrm {Ni(OH)_{2}+2\ HCOOH\ {\xrightarrow {}}\ Ni(HCOO)_{2}+2\ H_{2}O} }
Ebenfalls möglich ist die Darstellung durch Reaktion von Natriumformiat mit Nickel(II)-sulfat.

## Eigenschaften
Nickelformiat ist als Dihydrat ein grüner, geruchloser, nicht brennbarer Feststoff, der schwer löslich in Wasser ist. Die Verbindung hat eine monokline Kristallstruktur. Beim vorsichtigen Erhitzen bildet sich bei 130–140 °C das Anhydrat. Beim Erhitzen im Vakuum auf 300 °C entsteht unter anderem reines Nickel.

## Verwendung
Nickelformiat wird zur Herstellung von Nickel und anderer Nickelverbindungen wie Nickelkatalysatoren verwendet.